# 印太民主治理諮商
印太民主治理諮商（英語：Indo-Pacific Democratic Governance Consultation），是一項中華民國與美國的年度官方合作對話平台，進行人權、民主、自由與治理等方面的合作在印太區域增進合作、推動計畫，協助其他國家應對治理方面挑戰。這項機制，是美國政府實現自由開放印太戰略三項支柱之一良善治理的一環。2019年3月19日，由美、台共同成立，由雙邊相當資深層級官員對話，並邀集區域其他國家官員與專家參加。2019年9月12日，首屆對話在台北舉辦。